# Kep1er
Kep1er (/ˈkɛplər/; hangul: 케플러) é um girl group sul-coreano formado através do reality show  de sobrevivência da Mnet, Girls Planet 999. O grupo é composto atualmente por por sete membros: Choi Yu-jin, Shen Xiaoting, Kim Chae-hyun, Kim Da-yeon, Ezaki Hikaru, Huening Bahiyyih e Seo Young-eun. Sakamoto Mashiro e Kang Ye-seo deixaram o grupo em julho de 2024. O grupo é gerenciado pela Swing Entertainment e Wake One Entertainment. Kep1er fez sua estreia oficial em 3 de janeiro de 2022 com seu primeiro extended play (EP) First Impact.

## Nome
"Kep1er" foi um nome sugerido e criado pelos telespectadores do Girls Planet 999 através do site Naver. A palavra significa "Kepler" e deriva de Johannes Kepler e suas leis do movimento planetário. Kepler foi um astrônomo e matemático alemão nos séculos XVI e XVII, e desde então se tornou o epônimo de muitas outras coisas. Já o fandom do grupo ficou definido como "kep1ians".
O nome também manteve sua relação com Girls Planet 999, continuando o tema relacionado ao espaço do nome do programa.

## História

### Formação através doGirls Planet 999
O Kep1er foi formado através do reality show de sobrevivência da Mnet Girls Planet 999, que foi ao ar de 6 de agosto a 22 de outubro de 2021. O show trouxe 99 participantes da China, Japão e Coreia do Sul para competirem e estrearem em um novo grupo feminino multinacional. Das 99 participantes iniciais, apenas as nove primeiras colocadas estariam na formação final de estreia.
Antes do programa começar, várias membros da formação final já eram ativas na indústria do entretenimento. Yujin fez sua estreia no grupo feminino CLC através da Cube Entertainment em 19 de março de 2015, com o primeiro extended play (EP) do grupo First Love; atualmente o CLC encerrou suas atividades como grupo e o contrato de Yujin com a Cube está congelado até que suas promoções com o Kep1er acabe. Em 2010, Yeseo era membro do grupo infantil CutieL, antes de se juntar ao Busters em 2019. Ela permaneceu com o Busters até 2020.
Xiaoting e Dayeon já participaram de outros programas de sobrevivência. Dayeon participou do Produce 48 em 2018 representando a CNC Entertainment, enquanto Xiaoting participou do Produce Camp 2020 representando a Top Class Entertainment. Ambas foram eliminadas na primeira rodada, nas posições 70º e 80º em seus respectivos realitys. Mashiro apareceu no primeiro episódio do reality show de sobrevivência da Mnet, Stray Kids , como parte da equipe feminina de trainees, mas não progrediu além do primeiro episódio.
Xiaoting também era uma competidora de salão e dança moderna, tendo ganho uma medalha de ouro em uma competição de esporte moderno da dança realizada em Xangai, bem como ficando em sexto lugar a nível mundial em uma competição britânica.
Após o Produce 48, Dayeon deixou a CNC Entertainment e assinou com a Stardium Entertainment, apenas para sair novamente após seus planos de estreia fracassarem. Mashiro foi trainee da JYP Entertainment de 2016 a 2018. Bahiyyih, que ficou em segundo lugar no reality show em pontuação e em primeiro lugar em 115 países, era trainee da IST Entertainment e foi narradora da versão em Inglês do vídeo introdutório do Worldwide Fans Choice award na Mnet Asian Music Awards (MAMA), antes de sua participação no reality show de sobrevivência da mesma emissora do reality.

### 2021–presente: Estreia comFirst Impact,Queendom 2, Doublast, estreia no Japão, Troubleshooter e Lovestruck
Kep1er originalmente tinha planos de estrear em 14 de dezembro de 2021 com seu primeiro EP First Impact, com pré-vendas começando em 29 de novembro. Elas também foram inicialmente programadas para se apresentar no Mnet Asian Music Awards de 2021 em 11 de dezembro. No entanto, foi anunciado que a estreia programada do grupo seria adiada para 3 de janeiro de 2022, devido a um de seus funcionários ter testado positivo para COVID-19. Sua apresentação no Mnet Asian Music Awards de 2021 também foi cancelada. Em 14 de dezembro, foi revelado que as membros do grupo Mashiro e Xiaoting testaram positivo para COVID-19. Em 26 de dezembro, a agência de Kep1er anunciou que Xiaoting e Mashiro se recuperaram totalmente do COVID-19.
Em 3 de janeiro de 2022, Kep1er lançou seu primeiro EP First Impact juntamente com o single "Wa Da Da". Em 10 de janeiro de 2022, Chaehyun foi anunciada como a nova co-apresentadora do programa musical da SBS MTV, The Show, ao lado de Minhee, do Cravity. Em 13 de janeiro de 2022, Kep1er ganhou seu primeiro prêmio (ou win) de programa musical no M Countdown com "Wa Da Da". Em 27 de janeiro, foi anunciado que Chaehyun e Youngeun testaram positivo para COVID-19. Em 21 de fevereiro de 2022, foi confirmado que Kep1er participará da segunda temporada do reality show da Mnet Queendom, programado para estrear em março de 2022.
Em 20 de junho de 2022, Kep1er lançou seu segundo EP Doublast, juntamente com o single "Up!". Em 3 de agosto de 2022, Kep1er fez sua estreia no Japão com o single-álbum Fly-Up contendo "Wing Wing" como faixa principal. Em 23 de setembro de 2022, Kep1er lançou o single promocional "Sugar Rush" através da plataforma coreana Universe Music. Em 13 de outubro de 2022, Kep1er lançou seu terceiro EP Troubleshooter juntamente com o single "We Fresh". Em 9 de abril de 2023, Kep1er lançou o seu 1 mini álbum intitulado de Lovestruck com a sua faixa principal intitulada de "Giddy".

## Integrantes
- Yujin (hangul: 유진), nascida Choi Yu-jin (hangul: 최유진) em 12 de agosto de 1996 (28 anos) em Jeonju, Jeolla do Norte, Coreia do Sul. Gerenciada pela Cube Entertainment. É a líder e sub vocalista do grupo.[30]
- Xiaoting (hangul: 샤오팅), nascida Shen Xiaoting (chinês simplificado: 沈小婷) em 12 de novembro de 1999 (25 anos) em Chengdu, Sichuan, China. Gerenciada pela TOP CLASS Entertainment. É a dançarina principal, sub vocalista e visual do grupo.
- Chaehyun (hangul: 채현), nascida Kim Chae-hyun (hangul: 김채현) em 26 de abril de 2002 (22 anos) em Busan, Coreia do Sul. Gerenciada pela Wake One Entertainment. É a vocalista principal e center do grupo.
- Dayeon (hangul: 다연), nascida Kim Da-yeon (hangul: 김다연) em 02 de março de 2003 (22 anos) em Seul, Coreia do Sul. Gerenciada pela Jellyfish Entertainment. É a rapper líder, vocalista líder e dançarina principal do grupo.
- Hikaru (hangul: 히카루), nascida Hikaru Ezaki (japonês: 江崎 ひかる) em 12 de março de 2004 (21 anos) em Fukuoka, Japão. Gerenciada pela Avex Artist Academy. É a rapper principal e dançarina principal do grupo.
- Bahiyyih (hangul: 바히에 ) nascida Bahiyyih Jaleh Huening (hangul: 휴닝 바히에 자리) em 27 de julho de 2004 (20 anos) em Seongbuk-gu, Seul, Coreia do Sul. Gerenciada pela IST Entertainment. É a sub vocalista e rosto do grupo.
- Youngeun (hangul: 영은), nascida Seo Young-eun (hangul: 서영은) em 27 de dezembro de 2004 (20 anos) em Uijeongbu, Gyeonggi-do, Coreia do Sul. Gerenciada pela Biscuit Entertainment. É vocalista líder e dançarina líder.

### Ex-integrantes
- Mashiro (hangul: 마시로), nascida Mashiro Sakamoto (japonês: 坂本 舞白) em 16 de dezembro de 1999 (25 anos) em Tóquio, Japão. Gerenciada pela 143 Entertainment. Foi co-líder e sub-vocalista do grupo.[31]
- Yeseo (hangul: 예서), nascida Kang Ye-seo (hangul: 강예서) em 22 de agosto de 2005 (19 anos) em Incheon, Coreia do Sul. Gerenciada pela 143 Entertainment. Foi dançarina líder, sub-vocalista e maknae do grupo.

## Discografia

### Extended plays(EPs)
| Título                                                                                   | Detalhes do álbum                                                                                          | Melhores posições nas paradas | Melhores posições nas paradas | Melhores posições nas paradas | Vendas                                         |
| Título                                                                                   | Detalhes do álbum                                                                                          | KOR                           | FIN                           | JPN                           | Vendas                                         |
| ---------------------------------------------------------------------------------------- | --- | ----------------------------- | ----------------------------- | ----------------------------- | ---------------------------------------------- |
| First Impact                                                                             | - Lançamento: 3 de janeiro de 2022 - Empresa: Swing, Wake One - Formatos: CD, download digital, streaming  | 1                             | 19                            | 2                             | - : 395,161 - : 35.427 (fís.) - : 2.198 (dig.) |
| Doublast                                                                                 | - Lançamento: 20 de junho de 2022 - Empresa: Swing, Wake One - Formatos: CD, download digital, streaming   | 2                             | —                             | 9                             | - : 353,055 - : 32,107 (fís.)                  |
| Troubleshooter                                                                           | - Lançamento: 13 de outubro de 2022 - Empresa: Swing, Wake One - Formatos: CD, download digital, streaming | 2                             | —                             | 6                             | - : 263,053 - : 21,182 (fís.) - : 753 (dig.)   |
| "—" indica uma gravação que não entrou nas paradas ou não foi lançada naquele território | |                               |                               |                               |                                                |

### Singles
| Título | Ano  | Melhores posições nas paradas | Melhores posições nas paradas | Melhores posições nas paradas | Melhores posições nas paradas | Melhores posições nas paradas | Vendas                             | Certificações          | Álbum            |
| Título | Ano  | KOR Circle                    | KOR Hot                       | JPN                           | JPN Hot                       | US World                      | Vendas                             | Certificações          | Álbum            |
| --- | ---- | ----------------------------- | ----------------------------- | ----------------------------- | ----------------------------- | ----------------------------- | ---------------------------------- | ---------------------- | ---------------- |
| "Wa Da Da" | 2022 | 75                            | 70                            | —                             | 9                             | 13                            |                                    | - RIAJ: Platina (str.) | First Impact     |
| "Up!" | 2022 | —                             | *                             | —                             | 27                            | —                             |                                    |                        | Doublast         |
| "We Fresh" | 2022 | —                             | *                             | —                             | —                             | —                             |                                    |                        | Troubleshooter   |
| Japanese |      |                               |                               |                               |                               |                               |                                    |                        |                  |
| Fly-Up | 2022 | —                             | *                             | 2                             | 3                             | —                             | - : 87,604 (fís.) - : 1,307 (dig.) | RIAJ: Ouro (fís.)      | Single sem álbum |
| "—" indica uma gravação que não entrou nas paradas ou não foi lançada naquele território "*" indica uma parada que não existe até esse momento. |      |                               |                               |                               |                               |                               |                                    |                        |                  |

### Singles promocionais
| Título       | Ano  | Album            |
| ------------ | ---- | ---------------- |
| "Sugar Rush" | 2022 | Single sem álbum |

### Outras músicas nas paradas
| Título                                                                                   | Ano  | Melhores posições nas paradas | Melhores posições nas paradas | Álbum                                      |
| Título                                                                                   | Ano  | Kor Down.                     | US World                      | Álbum                                      |
| ---------------------------------------------------------------------------------------- | ---- | ----------------------------- | ----------------------------- | ------------------------------------------ |
| "MVSK"                                                                                   | 2022 | 96                            | —                             | First Impact                               |
| "Don't Go" (나비소녀)(com Loona como Sun and Moon)                                       | 2022 | —                             | 14                            | Queendom 2 Position Unit Battle Part.1-1   |
| "Purr" (com Viviz como Kev1z)                                                            | 2022 | 118                           | —                             | <Queendom 2> Position Unit Battle Part 1-2 |
| "The Girls (Can't Turn Me Down)"                                                         | 2022 | 154                           | —                             | Queendom 2 Final                           |
| "Le Voya9e"                                                                              | 2022 | 65                            | —                             | Doublast                                   |
| "Attention"                                                                              | 2022 | 75                            | —                             | Doublast                                   |
| "Good Night"                                                                             | 2022 | 78                            | —                             | Doublast                                   |
| "Rewind"                                                                                 | 2022 | 79                            | —                             | Doublast                                   |
| "Lion Tamer"                                                                             | 2022 | 182                           | —                             | Troubleshooter                             |
| "Dreams"                                                                                 | 2022 | 185                           | —                             | Troubleshooter                             |
| "Downtown"                                                                               | 2022 | 186                           | —                             | Troubleshooter                             |
| "The Girls (Can't Turn Me Down) (Remastered)"                                            | 2022 | 198                           | —                             | Troubleshooter                             |
| "—" indica uma gravação que não entrou nas paradas ou não foi lançada naquele território |      |                               |                               |                                            |

## Videografia

### Videoclipes
| Título       | Ano  | Diretor(es)               | Duração | Ref.   |
| ------------ | ---- | ------------------------- | ------- | ------ |
| "Wa Da Da"   | 2022 | Lucid colour              | 3:18    | [ 49 ] |
| "Up!"        | 2022 | Hiijack                   | 3:18    | -      |
| "Wing Wing"  | 2022 | Naive Creative Production | 3:23    | -      |
| "Sugar Rush" | 2022 | Naive Creative Production | 3:34    | -      |
| "We Fresh"   | 2022 | Naive Creative Production | 3:44    | -      |

## Filmografia

### Televisão
| Ano  | Título                 | Rede | Notas                                                     | Ref.   |
| ---- | ---------------------- | ---- | --------------------------------------------------------- | ------ |
| 2021 | Girls Planet 999       | Mnet | Show de sobrevivência que determinou as membros do Kep1er | [ 1 ]  |
| 2021 | Kep1er View            | Mnet | Reality show pré-estreia                                  | [ 50 ] |
| 2022 | Kep1er Debut Show      | Mnet | Show de estreia                                           | [ 51 ] |
| 2022 | Kep1er Zone            | Mnet | Reality show                                              | -      |
| 2022 | Queendom 2             | Mnet | Reality show - Participante                               | -      |
| 2022 | Kep1er Doublast On Air | Mnet | Show de comeback                                          | -      |
| 2022 | KEPtain Heroes         | Mnet | Reality Show                                              | -      |

## Prêmios e indicações
| Cerimônia de premiação         | Ano  | Destinatário                        | Prêmio     | Resultado |
| ------------------------------ | ---- | ----------------------------------- | ---------- | --------- |
| Brand Customer Loyalty Awards  | 2022 | Novato do Ano - Feminino            | Kep1er     | Venceu    |
| Cable TV Broadcasting Awards   | 2022 | Prêmio Estrela                      | Kep1er     | Venceu    |
| Genie Music Awards             | 2022 | Premio Melhor Artista Feminina Nova | Kep1er     | Indicado  |
| K-Global Heart Dream Awards    | 2022 | Prêmio K-Global Super Novato        | Kep1er     | Venceu    |
| MAMA Awards                    | 2022 | Artista Novo Favorito               | Kep1er     | Venceu    |
| MAMA Awards                    | 2022 | Melhor Artista Feminina Nova        | Kep1er     | Indicado  |
| MAMA Awards                    | 2022 | Top 10 dos fãs em todo o mundo      | Kep1er     | Indicado  |
| MAMA Awards                    | 2022 | Artista do Ano                      | Kep1er     | Indicado  |
| Melon Music Awards             | 2022 | Artista Novo do Ano                 | Kep1er     | Indicado  |
| Asia Artist Awards             | 2022 | Prêmio Melhor Escolha               | Kep1er     | Venceu    |
| Asia Artist Awards             | 2022 | Prêmio New Wave                     | Kep1er     | Venceu    |
| Asia Artist Awards             | 2022 | Prêmio Popularidade Idolplus        | Kep1er     | Indicado  |
| Mnet Japan Fan's Choice Awards | 2022 | Artista Revelação do Ano            | Kep1er     | Venceu    |
| Prêmio Annual K4US             | 2022 | Estreia do Ano                      | Kep1er     | Indicado  |
| Prêmio Annual K4US             | 2022 | Hit do Verão                        | "Up!"      | Indicado  |
| The Fact Music Awards          | 2022 | Prêmio Ícone Mundial                | Kep1er     | Venceu    |
| The Fact Music Awards          | 2022 | Prêmio Escolha Fan N Star - Artista | Kep1er     | Indicado  |
| The Fact Music Awards          | 2022 | Prêmio Quatro Estrelas              | Kep1er     | Indicado  |
| The Fact Music Awards          | 2022 | Prêmio Idolplus de Popularidade     | Kep1er     | Indicado  |
| Korea Model Awards             | 2022 | Prêmio Estrela em Ascensão – Cantor | Kep1er     | Venceu    |
| Circle Chart Music Awards      | 2023 | Canção do Ano – Janeiro             | "Wa Da Da" | Pendente  |
| Golden Disc Awards             | 2023 | Artista Revelação do Ano            | Kep1er     | Indicado  |